# Liga Mexicana de Football Amateur Association 1904-05
La Temporada 1904-05 fue la edición III de la Liga Mexicana de Football Amateur Association que comenzó en 1904 y terminó 1905, participaron 5 equipos como en las 2 ediciones anteriores con la diferencia de que el Orizaba Athletic Club se retiró y entró en su lugar el Puebla Athletic Club. El México Cricket Club pasó a formar parte del San Pedro Golf Club y jugaría esta temporada bajo ese nombre.
El Pachuca A. C. se quedó con el campeonato al obtener 12 puntos perdiendo solamente un partido, mientras que el Puebla A. C. tuvo un debut para el olvido al no marcar ningún gol y perder todos sus encuentros.

## Equipos participantes
| Equipo              | Ciudad           |
| ------------------- | ---------------- |
| British Club        | Ciudad de México |
| San Pedro Golf Club | Ciudad de México |
| Pachuca A. C.       | Pachuca, Hidalgo |
| Puebla A. C.        | Puebla, Puebla   |
| Reforma A. C.       | Ciudad de México |

## Tabla General
|    | Equipos             | PJ | G | E | P | GF | GC | Dif. | Pts. |
| -- | ------------------- | -- | - | - | - | -- | -- | ---- | ---- |
| 1° | Pachuca A. C.       | 8  | 5 | 2 | 1 | 10 | 4  | +6   | 12   |
| 2° | British Club        | 8  | 6 | 0 | 2 | 14 | 9  | +5   | 12   |
| 3° | Reforma A. C.       | 8  | 3 | 2 | 3 | 12 | 9  | +3   | 8    |
| 4° | San Pedro Golf Club | 8  | 3 | 2 | 3 | 7  | 12 | -5   | 8    |
| 5° | Puebla A. C.        | 8  | 0 | 0 | 8 | 0  | 9  | -9   | 0    |

|                                 |
| Pachuca AC Campeón 1.er título. |